# 罗马帝国艳情史
《罗马帝国艳情史》（英語：Caligula）(香港譯名《卡里古拉》，DVD譯名《羅馬帝國荒淫史》) 1979年在意大利上映的史诗片，讲述了罗马帝国皇帝卡里古拉荒淫残酷的一生。导演是丁度·巴拉斯、鲍伯·古乔内，主演是马尔科姆·麦克道威尔、约翰·吉尔古德、彼得·奥图、海伦·米兰、特里萨·安妮·萨沃伊。

## 剧情
內容從羅馬暴君卡利古拉的崛起講起，為了攫取權勢，他不惜任何代價剷除異己，到最後喪心病狂的他，變得只要稍不順他心意就將之處以極刑，但他的愛馬卻有特定政治地位，甚至擁有一間辦公室。
除此之外，卡利古拉和妹妹之間有不正常的亂倫關係，後來更隨意發起戰爭攻打英格蘭，然而卻草草結束...。

## 演员
| 演员                | 角色            | 备注                                     |
| 马尔科姆·麦克道威尔 | 卡利古拉        | 罗马帝国皇帝。                           |
| 彼得·奥图           | 提庇留          | 罗马帝国的皇帝，卡里古拉是其继任者。     |
| 约翰·吉尔古德       | 马库斯·涅尔瓦   |                                          |
| 海伦·米兰           | 卡桑尼娅        | 卡里古拉的第四任妻子，也是最后一任妻子。 |
| 特里萨·安妮·萨沃伊  | 尤利亞·德魯西拉 | 卡里古拉的妹妹。                         |